# Vigil in a Wilderness of Mirrors
Vigil in a Wilderness of Mirrors – album szkockiego wokalisty Fisha, znanego z grupy Marillion, którą opuścił w roku 1988. Utwory „Family Business” i „View From A Hill” zostały z innymi melodiami nagrane wcześniej z Marillion, pod nazwami „Story From A Thin Wall” i „Sunset Hill”. Autorem muzyki do View from the Hill jest Janick Gers znany z Iron Maiden. Autorem okładki jest Mark Wilkinson, znany ze współpracy z Marillionem.

## Lista utworów
1. „Vigil In A Wilderness Of Mirrors”
2. „Big Wedge”
3. „State Of Mind”
4. „The Company”
5. „A Gentleman’s Excuse Me”
6. „The Voyeur (I Like To Watch)”
7. „Family Business”
8. „View From The Hill”
9. „Cliché”

- Bonus CD:

1. „Jack And Jill”
2. „Internal Exile (demo)”
3. „The Company (demo)”
4. „A Gentleman’s Excuse Me” (demo)
5. „Whiplash"

## Skład zespołu
W nawiasach podane numery utworów, w których pojawiają się muzycy:
- Fish – śpiew
- Mark Brzezicki, John Keeble (4) – perkusja
- John Giblin – gitara basowa (z wyjątkiem 5)
- Mickey Simmonds – keyboard
- Frank Usher, Hal Lindes (1,2,3,4,5,7), Janick Gers (8)
- Luis Jardim (2,3,4,6,9) – perkusja
- Davy Spillane (1) – piszczałki
- Phil Cunningham (4) – gwizd, bodhran i akordeon
- Carol Kenyon, Tessa Niles (2,3,6,7,9) – chórki
- Kick Horns (Lorimer, Sanders, Clarke, Spong) (2) – instrumenty dęte
- Aly Bain, Gavin Wright (4) – skrzypce